# ピノリン
ピノリン(Pinoline)は、メトキシル化されたトリプトリン（5-メトキシトリプトミン）であり、長くメラトニンの代謝の過程で松果体にて生成されるとも言われているが決定的な説ではない。IUPAC名はよく6-MeO-THBCと略記され、より一般的な呼び方は「松果体β-カルボリン」である。この分子の生物活性としては、フリーラジカルのスカベンジャーとして、つまり、抗酸化物質としての関心が寄せられており、モノアミン酸化酵素Aの阻害剤でもある。
ボシュロム社は2006年に、様々な眼科疾患を治療するための、この分子の薬剤送達装置の特許を出願している。

## 薬理
目立った薬理特性のひとつは、試験管研究で神経発生を促す能力であり、それはごく微量でもみられている。
アルミニウムの毒性は、脂質過酸化反応を増加させその大部分の損傷は脳内で生じる。研究のレビューでは、研究対象はヒトおよび動物の両方が含まれており、ピノリンとメラトニンがこの酸化反応を減少させるのに有効であることを示している。